# Centuria Euphorbiarum
Centuria Euphorbiarum, (abreviado como Cent. Euphorb.), é um livro ilustrado com descrições botânicas que foi escrito pelo botânico, matemático e explorador suíço, Pierre Edmond Boissier. Foi publicado em Paris no ano de 1860.